# Itzalana submaculata
Itzalana submaculata är en insektsart som beskrevs av Schmidt 1905. Itzalana submaculata ingår i släktet Itzalana och familjen lyktstritar. Inga underarter finns listade i Catalogue of Life.